# Extremer Monomorphismus und Epimorphismus
Extreme Monomorphismen und Epimorphismen sind Begriffe aus dem mathematischen Teilgebiet der Kategorientheorie. Es handelt sich um Verschärfungen der Monomorphismen beziehungsweise Epimorphismen.

## Definition
Ein Morphismus {\displaystyle f} in einer Kategorie heißt extremer Monomorphismus, falls
- {\displaystyle f} ist ein Monomorphismus
- Ist {\displaystyle f=h\circ g} mit einem Morphismus {\displaystyle h} und einem Epimorphismus {\displaystyle g}, so ist {\displaystyle g} ein Isomorphismus.

Dual dazu definiert man:
Ein Morphismus {\displaystyle f} in einer Kategorie heißt extremer Epimorphismus, falls
- {\displaystyle f} ist ein Epimorphismus
- Ist {\displaystyle f=g\circ h} mit einem Morphismus {\displaystyle h} und einem Monomorphismus {\displaystyle g}, so ist {\displaystyle g} ein Isomorphismus.[1][2][3]

## Bemerkung
In der Definition des extremen Monomorphismus muss {\displaystyle g} ein Monomorphismus sein, denn {\displaystyle f} ist einer. Da {\displaystyle g} als Epimorphismus vorausgesetzt wird, ist {\displaystyle g} also Monomorphismus und Epimorphismus, also ein sogenannter Bimorphismus, was schwächer als Isomorphismus ist. Das Besondere an obiger Definition besteht also gerade darin, dass in dieser speziellen Situation nicht nur auf Bimorphismus, sondern sogar auf Isomorphismus geschlossen werden kann. Entsprechendes kann natürlich über extreme Epimorphismen gesagt werden.
Ferner zeigt diese Bemerkung, dass in sogenannten ausgeglichenen Kategorien, das sind solche, in denen jeder Bimorphismus schon Isomorphismus ist, obige Begriffe nichts Neues bringen. In solchen Kategorien sind die extremen Monomorphismen (bzw. Epimorphismen) genau die gewöhnlichen Monomorphismen (bzw. Epimorphismen). Diese Überlegung lässt sich sogar umkehren, das heißt für eine Kategorie sind folgende Aussagen äquivalent:
- Die Kategorie ist ausgeglichen.
- Jeder Epimorphismus ist extremer Epimorphismus.
- Jeder Monomorphismus ist extremer Monomorphismus.

## Beispiele
- In der Kategorie der Mengen, der Gruppen oder der R-Moduln über einem kommutativen Ring R sind extremen Monomorphismen genau die Monomorphismen (und genau die injektiven Abbildungen bzw. Homomorphismen), denn diese Kategorien sind ausgeglichen (siehe obige Bemerkung). Genauso sind die extremen Epimorphismen genau die Epimorphismen (und genau die surjektiven Abbildungen bzw. Homomorphismen).

- In der Kategorie der Ringe mit 1 und den Ringhomomorphismen, die 1 auf 1 abbilden, ist die Inklusionsabbildung {\displaystyle \iota \colon \mathbb {Z} \rightarrow \mathbb {Q} } ein Epimorphismus, der nicht extrem ist, denn {\displaystyle \iota =\iota \circ \mathrm {id} _{\mathbb {Z} }}, ohne dass {\displaystyle \iota } Isomorphismus ist. Dies ist gleichzeitig ein Monomorphismus, der nicht extrem ist, wobei man dann {\displaystyle \iota =\mathrm {id} _{\mathbb {Q} }\circ \iota } zu betrachten hat.[5] Allgemein ist jeder Bimorphismus, der kein Isomorphismus ist, ein solches Beispiel.

- In der Kategorie der topologischen Räume mit den stetigen Abbildungen sind die extremen Monomorphismen {\displaystyle X\rightarrow Y} genau die Homöomorphismen von {\displaystyle X} auf Unterräume von {\displaystyle Y}.[6] Ferner sind dieser Kategorie die extremen Epimorphismen genau die Quotientenabbildungen.[7] Daher gibt es in dieser Kategorie Monomorphismen und Epimorphismen, die nicht extrem sind. Ist zum Beispiel {\displaystyle X} das Einheitsintervall {\displaystyle [0,1]} mit der diskreten Topologie und {\displaystyle Y} das Einheitsintervall mit der euklidischen Topologie, so ist {\displaystyle \mathrm {id} _{[0,1]}\colon X\rightarrow Y} ein nicht-extremer Monomorphismus und ein nicht-extremer Epimorphismus.

- In der Kategorie der Banachräume und stetigen linearen Abbildungen gilt für einen Morphismus {\displaystyle f\colon X\rightarrow Y}:[8]

{\displaystyle f} ist extremer Monomorphismus   {\displaystyle \Leftrightarrow }   Es gibt eine Konstante {\displaystyle m>0} mit {\displaystyle m\|x\|\leq \|f(x)\|} für alle {\displaystyle x\in X}.
{\displaystyle f} ist extremer Epimorphismus   {\displaystyle \Leftrightarrow }   {\displaystyle f} ist surjektiv.
Auch in dieser Kategorie kann man also leicht Monomorphismen und Epimorphismen angeben, die nicht extrem sind.